# Mistrovství světa v ledním hokeji 2003 (Kvalifikace Dálného východu)
Mistrovství světa v ledním hokeji 2003 (Kvalifikace Dálného východu) bylo sehráno 4. února 2003 v Hačinohe v Japonsku. Utkání bylo hráno v rámci turnaje v ledním hokeji na pátých Asijských zimních her. Vítězem se stalo Japonsko, které se kvalifikovalo na Mistrovství světa v ledním hokeji 2003.

## Zápas
Japonsko –  Čína 15:0 (5:0, 6:0, 4:0)
4. února 2003 – Hachinohe